# Tinhela
Tinhela is een plaats (freguesia) in de Portugese gemeente Valpaços en telt 253 inwoners (2001).